# Marches, Drôme
Marches este o comună în departamentul Drôme din sud-estul Franței. În anul 2009 avea o populație de 730 de locuitori.

## Evoluția populației
| An        | 1975 | 1982 | 1990 | 1999 | 2006 | 2009 |
| --------- | ---- | ---- | ---- | ---- | ---- | ---- |
| Populație | 448  | 489  | 560  | 655  | 717  | 730  |